# Цибулин, Лев Григорьевич
Лев Григорьевич Цибулин (1927—2009) — советский геофизик, Герой Социалистического Труда (1968).

## Биография
Родился 7 июня 1927 года в станице Красюковская (ныне — Октябрьский район Ростовской области).
После окончания Свердловского горного института работал начальником сейсморазведочной партии в Кустанайской области Казахской ССР, затем работал на нефтяных промыслах в Западной Сибири. Прошёл путь от начальника сейсморазведочной партии до главного геофизика — заместителя начальника Тюменского территориального геологического управления по геофизическим работам (1961—1989).
Цибулин был одним из тех геофизиков, которые успешно доказали нефтегазоносность Западно-Сибирской низменности. Он активно участвовал в разработке и внедрении методов речной сейсморазведки и авиационного сейсмозондирования. Под его руководством были подготовлены для поискового бурения 173 структуры на территории Тюменской области, открыты 37 нефтяных и 32 газовых месторождений.
Указом Президиума Верховного Совета СССР от 23 января 1968 года за «выдающиеся успехи, достигнутые в выполнении задания семилетнего плана по развитию геологоразведочных работ, открытие и разведку месторождений полезных ископаемых» Лев Цибулин был удостоен высокого звания Героя Социалистического Труда с вручением ордена Ленина и медали «Серп и Молот».
Проживал в Тюмени. Умер 28 февраля 2009 года.
Лауреат Ленинской премии. Был также награждён двумя орденами Трудового Красного Знамени и рядом медалей.